# Bez tebe
| Оценки критиков | Оценки критиков |
| Источник        | Оценка          |
| --------------- | --------------- |
| Mladina         | [ 1 ]           |
| Muzika.hr       | [ 2 ]           |

Bez tebe — дебютный студийный альбом словенской певицы Senidah, выпущенный в 2019 году на сербском лейбле Bassivity Digital.
Песни были написаны самой певицей в соавторстве с Бенджамином Крнетичем и спродюсированы Анже Качафурой, за исключением «Crno Srce», которая написана и спродюсирована Слободаном Вельковичем. Пластинка, состоящая из десяти треков, в основном представляет собой urban contemporary, включающую электронную, соул-и инди-музыку. Лирически песни посвящены поиску любви.

## Список композиций
| №                   | Название              | Длительность |
| ------------------- | --------------------- | ------------ |
| 1.                  | «Soba» (Intro)        | 3:20         |
| 2.                  | «Slađana»             | 2:56         |
| 3.                  | «Crno Srce»           | 3:14         |
| 4.                  | «Aman»                | 3:52         |
| 5.                  | «Bez Tebe»            | 3:33         |
| 6.                  | «Treći Svet»          | 3:20         |
| 7.                  | «Vatra»               | 3:13         |
| 8.                  | «Belo»                | 3:21         |
| 9.                  | «Strava»              | 2:54         |
| 10.                 | «Nisi Bio Tu» (Outro) | 4:20         |
| Общая длительность: | Общая длительность:   | 34:03        |